# Rivière Chibougamau
Der Rivière Chibougamau ist der rechte Quellfluss des Rivière Waswanipi im Westen der kanadischen Provinz Québec, südöstlich der James Bay.

## Flusslauf
Der Rivière Chibougamau fließt in der Jamésie, die Teil der Verwaltungsregion Nord-du-Québec ist. Der Fluss entwässert das Seensystem von Lac Chibougamau und Lac aux Dorés. Er verlässt dieses am Südende des Lac aux Dorés. Er durchfließt zuerst, in grob westlicher Richtung, die Seen Lac Ledden, Lac David, Lac Dulieux und Lac Simon. Anschließend wendet er sich nach Nordosten und passiert die Seen Lac Scott und Lac Gwillim. Nun macht er einen Bogen nach Südwesten und durchfließt die Seen Lac Chevrillon, Lac Barlow, Lac Opémisca und Lac Michwacho. In seinem unteren Abschnitt befinden sich keine nennenswerten Seen auf seiner Fließstrecke. Hier fließt er kurz nach Norden und anschließend nur noch nach Westen und Südwesten. Er nimmt den von Süden kommenden Rivière Obatogamau auf und vereinigt sich nach einer Strecke von etwa 200 km mit dem ebenfalls von Süden kommenden Rivière Opawica zum Rivière Waswanipi. 